# Yael Naim (album)
Yael Naim – drugi album studyjny Ja’el Na’im. Promował go singel „New Soul”.

## Lista utworów
1. „Paris” - 3:08
2. „Too Long” - 4:43
3. „New Soul” - 3:45
4. „Levater” - 3:25
5. „Shelcha” - 4:39
6. „Lonely - 4:06
7. „Far Far” - 4:21
8. „Yashanti” - 3:54
9. „7 Baboker” - 3:33
10. „Lachlom” - 4:23
11. „Toxic” - 4:27
12. „Pachad” - 4:28
13. „Endless Song of Happiness” - 3:00

## Produkcja
We Francji album został wydany 22 października 2007 roku, czyli w 29 urodziny piosenkarki. Jednak dopiero w lutym 2008 roku zaczęła się jego prawdziwa promocja poprzez singel New Soul.
W Stanach Zjednoczonych i Kanadzie premiera krążka odbyła się 18 marca 2008. Singel zadebiutował tam na #15 pozycji w Kanadzie oraz #55 w USA.

## Single
- Toxic - cover Britney Spears. #35 SPA
- New Soul - #1 BEL, #2 FRA, #4 GER, #7 USA, CAN, UWC, PL, SPA

## Pozycje
| Notowanie (2008)                    | Max. pozycja |
| ----------------------------------- | ------------ |
| U.S. Billboard 200                  | 50           |
| U.S. Billboard Top Digital Albums   | 6            |
| U.S. Billboard Top Heatseekers      | 20           |
| U.S. Billboard Top Internet Albums  | 6            |
| U.S. Billboard Comprehensive Albums | 54           |
| Top Canadian Albums                 | 15           |
| European Top 100 Albums             | 27           |
| France                              | 6            |
| Swiss Album Charts                  | 18           |
| Belgian Album Charts (Wallonia)     | 2            |
| Austrian Album Charts               | 19           |
| Italian FIMI Albums chart           | 27           |